# 2M1207b
2M1207b – planeta pozasłoneczna krążąca wokół brązowego karła 2M1207. Jest to pierwsza odkryta planeta orbitująca wokół brązowego karła i jednocześnie pierwsza planeta pozasłoneczna, którą udało się bezpośrednio sfotografować. Jest około czterokrotnie masywniejsza od Jowisza i krąży wokół brązowego karła w odległości prawie dwukrotnie większej od odległości Neptuna od Słońca.
Planeta została odkryta przy pomocy należącego do ESO teleskopu Very Large Telescope (VLT, Bardzo Duży Teleskop) z obserwatorium Paranal w Chile. Fotografia powstała poprzez złożenie trzech zdjęć wykonanych w zakresie bliskim podczerwieni za pomocą spektrografu NACO.